# نيغي هاروبا
نيغي هاروبا (春場ねぎ هاروبا نيغي) هو مانغاكا ياباني ولد في 27 يوليو 1991 في تشيتا، آيتشي.

## أعماله

### سلسلات مانغا
- كارما المطهر (تأليف: شون هيروسي)
- التوأم الخماسي المتماثل
- الحارس الفاشل

### ون شوت
- كوارد كروس وورلد
- أورا سيكاي كوميونيكيشن
- فامباير كيلر
- التوأم الخماسي المتماثل